# Großsteingräber auf der Buschhöhe
De Großsteingräber auf der Buschhöhe, ook als Werpeloh IV + V aangeduid, liggen op 12 meter afstand van elkaar. Ze liggen op het terrein van een camping, een kilometer ten oosten van Werpeloh in de Samtgemeinde Sögel in het Landkreis Emsland in Nedersaksen. De hunebedden werden gebouwd tussen 3500 en 2800 v.Chr. en worden toegeschreven aan de trechterbekercultuur. De megalitische bouwwerken hebben Sprockhoff-Nr. 825 + 826 en zijn onderdeel van de Straße der Megalithkultur.

## Beschrijving
Het is niet meer te achterhalen of er oorspronkelijk een krans rond de bouwwerken stond. Werpeloh IV heeft de kenmerken van de Emsländische Kammer, maar de kenmerkende krans ontbreekt. Het is ook niet meer te achterhalen of de bouwwerken tot een gezamenlijk bouwwerk hebben behoord, is ook niet meer te achterhalen. 
In de omgeving ligt het  Steenhus in den Klöbertannen (ook wel Steenhus von Werpeloh; Sprockhoff-Nr. 822), Großsteingrab Werpeloh II (Sprockhoff-Nr. 823) en Großsteingrab Werpeloh III (Sprockhoff-Nr. 824).

### Werpeloh IV
Werpeloh IV is bijna geheel bewaard gebleven. Het bouwwerk is oost-west georiënteerd. De toegang ligt aan de lange zuidelijke kant, zoals bij de Emsländische Kammer die in deze omgeving vaak voorkomt. Alle tien draagstenen en de drie (op drie punten steunende) dekstenen zijn nog aanwezig, maar twee zijn in de kamer gevallen. De middelste deksteen is volledig in situ.
Werpeloh IV is een ganggraf. De kamer is 2,7 meter breed, maar dit loopt af tot 2 meter. De kamer is 6,3 meter lang.

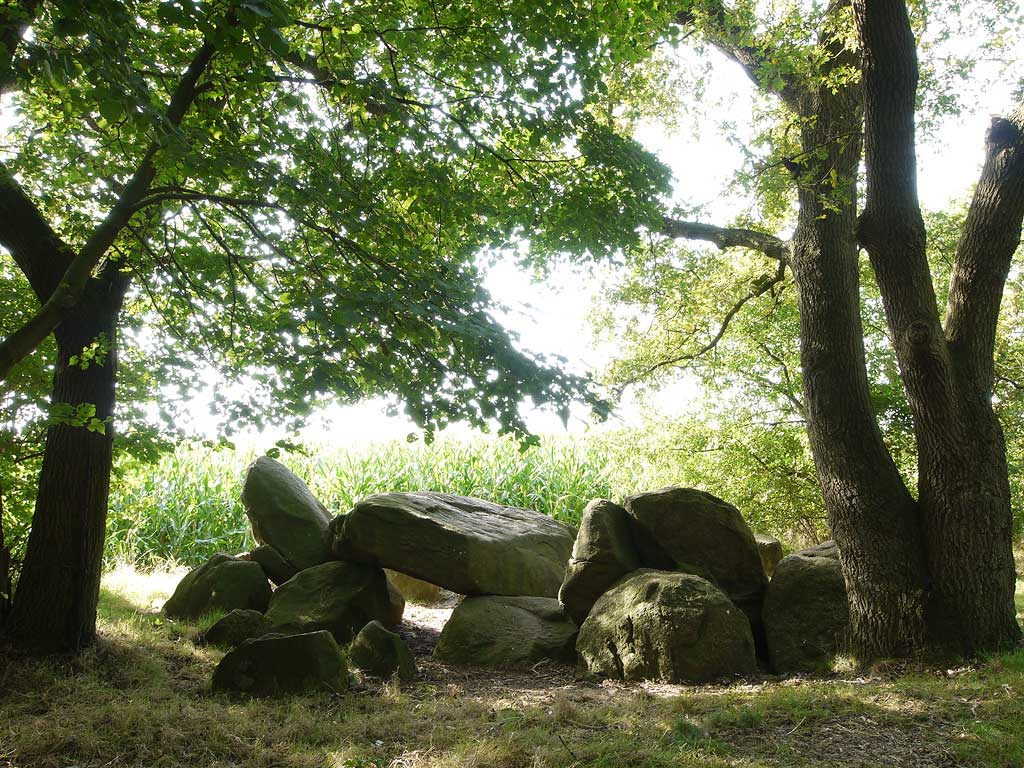
Werpeloh IV
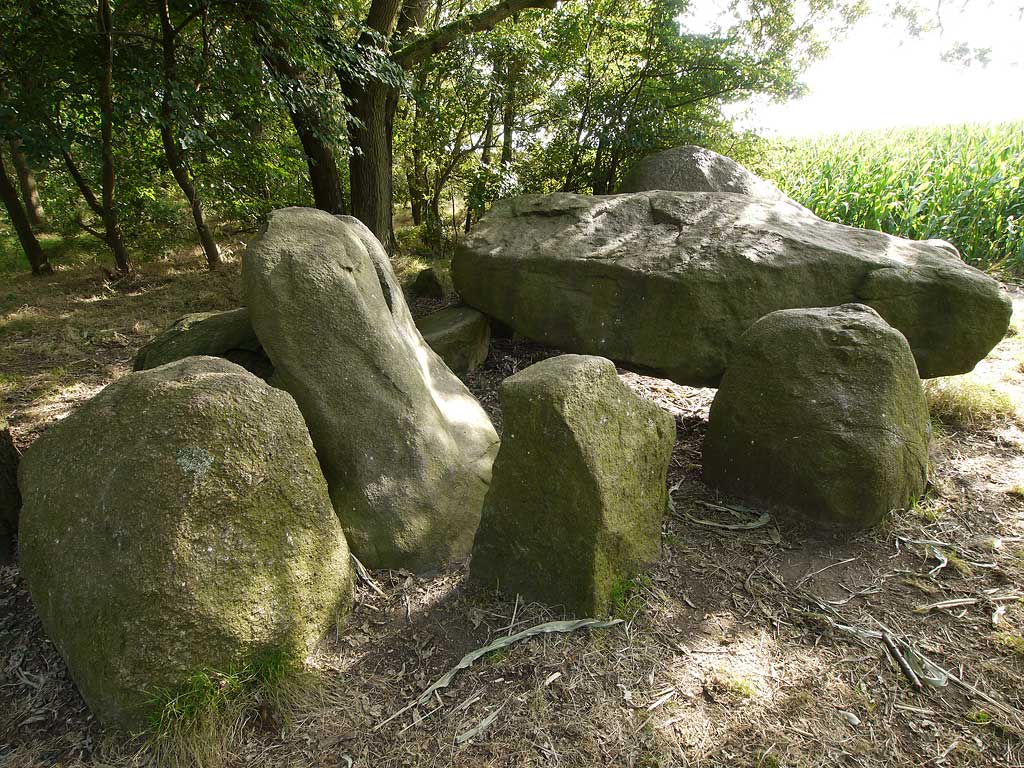
Werpeloh IV
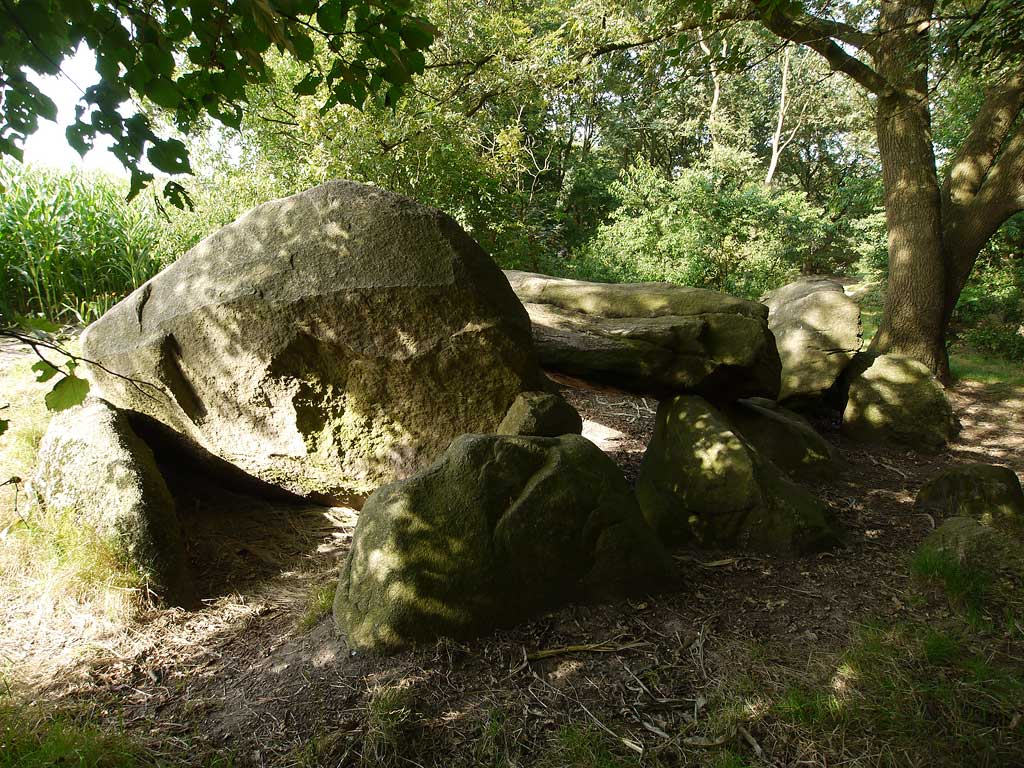
Werpeloh IV

### Werpeloh V
Ook Werpeloh V is goed bewaard gebleven. Het bouwwerk is noord-zuid georiënteerd, dit komt niet vaak voor in de omgeving. Ook het type komt niet vaak voor in Emsland, het gaat om een Großdolmen. De toegang is aan de zuidelijke korte kant. Alle twaalf dekstenen en draagstenen zijn nog bewaard gebleven. Er zijn drie trilithons en één sluitsteen aan de westkant. Alle dekstenen zijn in de kamer gestort. De vrij korte kamer heeft een breedte van 1,8 meter en een lengte van 3,7 meter. 

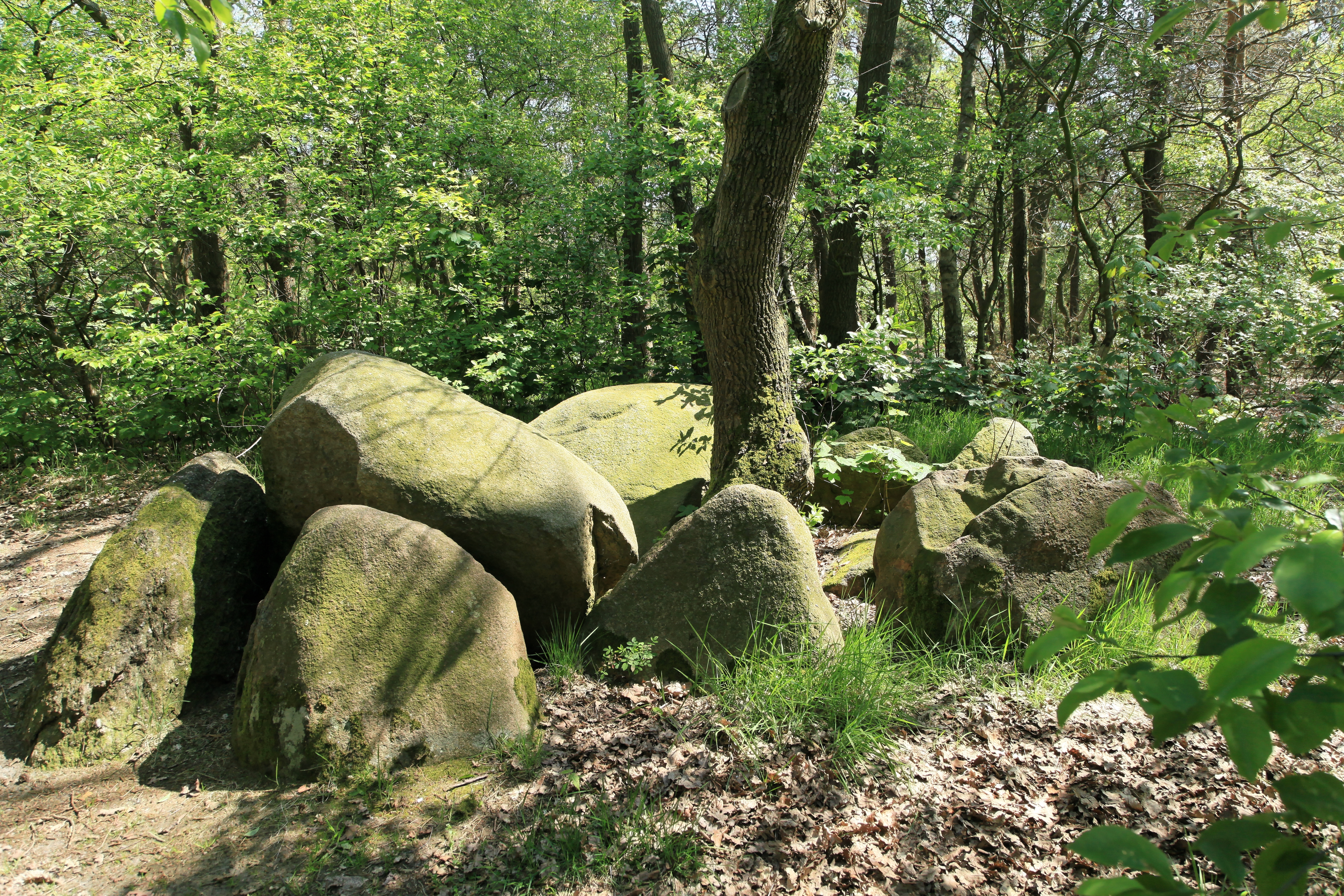
Werpeloh V